# UEFA Champions League 1998–99
UEFA Champions League 1998–99 là mùa giải lần thứ 44 của giải UEFA Champions League, là giải đấu của các câu lạc bộ hàng đầu ở châu Âu và là mùa giải thứ bảy sau khi đổi tên từ "European Cup" thành "UEFA Champions League". Đội vô địch là Manchester United sau khi đánh bại Bayern München với tỷ số 2–1 trong trận chung kết. Manchester United chỉ cần hai phút cuối cùng của ba phút bù giờ để đánh bại Bayern München bằng hai bàn thắng của bộ đôi tiền đạo Teddy Sheringham và Ole Gunnar Solskjær. Manchester United là câu lạc bộ bóng đá Anh đầu tiên giành chiến thắng giải đấu bóng đá câu lạc bộ hàng đầu của châu Âu kể từ năm 1984 và cũng là câu lạc bộ bóng đá Anh đầu tiên tiến tới trận chung kết Champions League kể từ khi Thảm họa Heysel và sau đó bị lệnh cấm các câu lạc bộ bóng đá Anh tham dự tất cả các giải đấu do UEFA giữa những năm 1985 và 1990.
Manchester United đã hoàn thành cú ăn ba vĩ đại trong lịch sử của câu lạc bộ, trở thành câu lạc bộ bóng đá thứ tư ở châu Âu làm được như vậy khi giành UEFA Champions League 1998–99, Cúp FA 1998–99  và Giải bóng đá Ngoại hạng Anh 1998–99. Quỷ đỏ thành Manchester giành được danh hiệu mà không để thua một trận duy nhất, mặc dù đã thi đấu cùng bảng với Bayern Munich, Barcelona và Brøndby cộng với hai câu lạc bộ hàng đầu nước Ý được đánh giá cao ở giai đoạn knock-out. Tuy nhiên, United đã trở thành nhà vô địch chỉ với năm trận thắng trong tổng số các trận, số trận thắng thấp nhất ghi nhận của một nhà vô địch trong kỷ nguyên Champions League đến nay, mặc dù cuộc thi hiện nay có thêm một vòng 16 đội với hai trận đấu ở giai đoạn knock-out.
Real Madrid là đương kim vô địch nhưng đã bị loại bởi Dynamo Kyiv ở vòng tứ kết.

## Vòng loại

### Vòng loại đầu tiên
| Đội 1              | TTS  | Đội 2                 | Lượt đi | Lượt về |
| ------------------ | ---- | --------------------- | ------- | ------- |
| Sileks             | 1–12 | Club Brugge           | 0–8     | 1–4     |
| ŁKS Łódź           | 7–2  | Kapaz                 | 4–1     | 3–1     |
| Litex Lovech       | 3–2  | Halmstad              | 2–0     | 1–2     |
| Grasshopper        | 8–0  | Jeunesse Esch         | 6–0     | 2–0     |
| Celtic             | 2–0  | St Patrick's Athletic | 0–0     | 2–0     |
| FK Kareda Šiauliai | 0–4  | Branik Maribor        | 0–3     | 0–1     |
| Dynamo Kyiv        | 10–1 | Barry Town            | 8–0     | 2–1     |
| Cliftonville       | 1–13 | Košice                | 1–5     | 0–8     |
| Skonto             | 2–1  | Dinamo Minsk          | 0–0     | 2–1     |
| Valletta           | 0–8  | Anorthosis Famagusta  | 0–2     | 0–6     |
| Beitar Jerusalem   | 5–1  | B36 Tórshavn          | 4–1     | 1–0     |
| Dinamo Tbilisi     | 4–3  | Vllaznia Shkodër      | 3–0 1   | 1–3     |
| HJK Helsinki       | 5–0  | FC Yerevan            | 2–0     | 3–0     |
| FK Obilić          | 4–1  | ÍBV                   | 2–0     | 2–1     |
| Zimbru Chişinău    | 2–3  | Újpest                | 1–0     | 1–3     |
| Steaua București   | 5–4  | FC Flora              | 4–1     | 1–3     |

### Vòng loại thứ hai
Đội thua đủ điều kiện tham dự vòng đầu tiên của UEFA Cup 1998-1999.
| Đội 1             | TTS     | Đội 2                | Lượt đi | Lượt về  |
| ----------------- | ------- | -------------------- | ------- | -------- |
| Rosenborg         | 4–4 (a) | Club Brugge          | 2–0     | 2–4      |
| Manchester United | 2–0     | ŁKS Łódź             | 2–0     | 0–0      |
| Litex Lovech      | 2–18    | Spartak Moscow       | 0–121   | 2–6      |
| Galatasaray       | 5–3     | Grasshopper          | 2–1     | 3–2      |
| Celtic            | 1–3     | Croatia Zagreb       | 1–0     | 0–3      |
| Branik Maribor    | 3–5     | PSV Eindhoven        | 2–1     | 1–4 (hp) |
| Dynamo Kyiv       | 1–1 (p) | Sparta Prague        | 0–1     | 1–0 (hp) |
| Košice            | 1–2     | Brøndby              | 0–2     | 1–0      |
| Internazionale    | 7–1     | Skonto               | 4–0     | 3–1      |
| Olympiacos        | 6–3     | Anorthosis Famagusta | 2–1     | 4–2      |
| Benfica           | 8–4     | Beitar Jerusalem     | 6–0     | 2–4      |
| Dinamo Tbilisi    | 9–9 (a) | Athletic Bilbao      | 2–6     | 7–3      |
| HJK Helsinki      | 2–1     | Metz                 | 1–0     | 1–1      |
| Bayern München    | 5–1     | FK Obilić            | 4–0     | 1–12     |
| Sturm Graz        | 7–2     | Újpest               | 4–0     | 3–2      |
| Steaua București  | 5–8     | Panathinaikos        | 2–2     | 3–6      |

Ghi chú: Đội thắng vòng loại thứ hai sẽ tham dự vàng bảng UEFA Champions League.
1. ^ Trận đấu này đã được chơi ở Naftex của Sân vận động Neftochimik ở Burgas vì sân vận động Lovech ở Lovech của Câu lạc bộ Litex Lovech không đáp ứng tiêu chuẩn của FIFA.
2. ^ Trận đấu này đã được chơi ở FK Partizan của Sân vận động Partizan ở Belgrade vì FK Obilić 's Sân vận động Obilić Miloš ở Belgrade của Câu lạc bộ FK Obilić không đáp ứng tiêu chuẩn của FIFA.

## Vòng bảng
Hai mươi bốn đội tham gia vòng bảng là nhà vô địch các quốc gia của Ý, Đức, Tây Ban Nha, Pháp, Hà Lan, Anh và Bồ Đào Nha và 16 đội chiến thắng từ vòng sơ loại thứ hai: Arsenal, Athletic Bilbao, Brøndby, Croatia Zagreb, HJK Helsinki, Internazionale, Kaiserslautern, Lens và Sturm Graz được thi đấu ở vòng bảng. Các đội bóng được chia thành 6 bảng thi đấu hai lượt sân khách và sân nhà. Sáu Đội có số điểm cao nhất ở mỗi bảng và hai đội xếp thứ hai có thành tích tốt nhất trong 6 bảng sẽ vào vòng đấu loại trực tiếp.
| Màu sắc trong bảng                                                   |
| -------------------------------------------------------------------- |
| Đội đầu bảng và đội xếp thứ hai có thành tích tốt nhất để vào tứ kết |

### Bảng A
| Đội            | Tr | T | H | B | BT | BB | HS | Đ  |
| -------------- | -- | - | - | - | -- | -- | -- | -- |
| Olympiacos     | 6  | 3 | 2 | 1 | 8  | 6  | +2 | 11 |
| Croatia Zagreb | 6  | 2 | 2 | 2 | 5  | 7  | −2 | 8  |
| Porto          | 6  | 2 | 1 | 3 | 11 | 9  | +2 | 7  |
| Ajax           | 6  | 2 | 1 | 3 | 4  | 6  | −2 | 7  |

|                | AJA | CRZ | OLY | POR |
| -------------- | --- | --- | --- | --- |
| Ajax           | –   | 0–1 | 2–0 | 2–1 |
| Croatia Zagreb | 0–0 | –   | 1–1 | 3–1 |
| Olympiacos     | 1–0 | 2–0 | –   | 2–1 |
| Porto          | 3–0 | 3–0 | 2–2 | –   |

### Bảng B
| Đội             | Tr | T | H | B | BT | BB | HS | Đ |
| --------------- | -- | - | - | - | -- | -- | -- | - |
| Juventus        | 6  | 1 | 5 | 0 | 7  | 5  | +2 | 8 |
| Galatasaray     | 6  | 2 | 2 | 2 | 8  | 8  | 0  | 8 |
| Rosenborg       | 6  | 2 | 2 | 2 | 7  | 8  | −1 | 8 |
| Athletic Bilbao | 6  | 1 | 3 | 2 | 5  | 6  | −1 | 6 |

|                 | AB  | GAL | JUV | ROS |
| --------------- | --- | --- | --- | --- |
| Athletic Bilbao | –   | 1–0 | 0–0 | 1–1 |
| Galatasaray     | 2–1 | –   | 1–1 | 3–0 |
| Juventus        | 1–1 | 2–2 | –   | 2–0 |
| Rosenborg       | 2–1 | 3–0 | 1–1 | –   |

### Bảng C
| Đội            | Tr | T | H | B | BT | BB | HS  | Đ  |
| -------------- | -- | - | - | - | -- | -- | --- | -- |
| Internazionale | 6  | 4 | 1 | 1 | 9  | 5  | +4  | 13 |
| Real Madrid    | 6  | 4 | 0 | 2 | 17 | 8  | +9  | 12 |
| Spartak Moscow | 6  | 2 | 2 | 2 | 7  | 6  | +1  | 8  |
| Sturm Graz     | 6  | 0 | 1 | 5 | 2  | 16 | −14 | 1  |

|                | INT | RM  | SPA | SG  |
| -------------- | --- | --- | --- | --- |
| Internazionale | –   | 3–1 | 2–1 | 1–0 |
| Real Madrid    | 2–0 | –   | 2–1 | 6–1 |
| Spartak Moscow | 1–1 | 2–1 | –   | 0–0 |
| Sturm Graz     | 0–2 | 1–5 | 0–2 | –   |

### Bảng D
| Đội               | Tr | T | H | B | BT | BB | HS  | Đ  |
| ----------------- | -- | - | - | - | -- | -- | --- | -- |
| Bayern München    | 6  | 3 | 2 | 1 | 9  | 6  | +3  | 11 |
| Manchester United | 6  | 2 | 4 | 0 | 20 | 11 | +9  | 10 |
| Barcelona         | 6  | 2 | 2 | 2 | 11 | 9  | +2  | 8  |
| Brøndby           | 6  | 1 | 0 | 5 | 4  | 18 | −14 | 3  |

|                   | BAR | BAY | BRO | MU  |
| ----------------- | --- | --- | --- | --- |
| Barcelona         | –   | 1–2 | 2–0 | 3–5 |
| Bayern München    | 1–0 | –   | 2–0 | 2–2 |
| Brøndby           | 0–2 | 2–1 | –   | 2–6 |
| Manchester United | 3–3 | 3–1 | 5–0 | –   |

### Bảng E
| Đội           | Tr | T | H | B | BT | BB | HS | Đ  |
| ------------- | -- | - | - | - | -- | -- | -- | -- |
| Dynamo Kyiv   | 6  | 3 | 2 | 1 | 11 | 7  | +4 | 11 |
| Lens          | 6  | 2 | 2 | 2 | 5  | 6  | −1 | 8  |
| Arsenal       | 6  | 2 | 2 | 2 | 8  | 8  | 0  | 8  |
| Panathinaikos | 6  | 2 | 0 | 4 | 6  | 9  | −3 | 6  |

|               | ARS | DK  | LEN | PAN |
| ------------- | --- | --- | --- | --- |
| Arsenal       | –   | 1–1 | 0–1 | 2–1 |
| Dynamo Kyiv   | 3–1 | –   | 1–1 | 2–1 |
| Lens          | 1–1 | 1–3 | –   | 1–0 |
| Panathinaikos | 1–3 | 2–1 | 1–0 | –   |

### Bảng F
| Đội            | Tr | T | H | B | BT | BB | HS | Đ  |
| -------------- | -- | - | - | - | -- | -- | -- | -- |
| Kaiserslautern | 6  | 4 | 1 | 1 | 12 | 6  | +6 | 13 |
| Benfica        | 6  | 2 | 2 | 2 | 8  | 9  | −1 | 8  |
| PSV Eindhoven  | 6  | 2 | 1 | 3 | 10 | 11 | −1 | 7  |
| HJK Helsinki   | 6  | 1 | 2 | 3 | 8  | 12 | −4 | 5  |

|                | BEN | HJK | KAI | PSV |
| -------------- | --- | --- | --- | --- |
| Benfica        | –   | 2–2 | 2–1 | 2–1 |
| HJK Helsinki   | 2–0 | –   | 0–0 | 1–3 |
| Kaiserslautern | 1–0 | 5–2 | –   | 3–1 |
| PSV Eindhoven  | 2–2 | 2–1 | 1–2 | –   |